# Nzérékoré
Nzérékoré is een stad in Guinee en is de hoofdplaats van de gelijknamige regio Nzérékoré. Nzérékoré telde in 1996 bij de volkstelling 107.329 inwoners. In 2012 werd de bevolking op ruim 280.000 geschat, waardoor Nzérékoré na Conakry de grootste stad van het land is.